# Florentin Decraene
Florentin Decraene (ou Florentin de Craene ou Florentino Decraene) est un artiste belge né à Tournai le 20 octobre 1793 et mort à Madrid le 25 février 1852. Élève de Piat Sauvage, il fut miniaturiste et lithographe.

## Biographie
A l’instigation de José de Madrazo, premier conservateur des collections royales, il vint en Espagne et y réalisa une série de lithographies d’après les tableaux des collections royales espagnoles. Par la suite, il fut nommé peintre de la reine Isabelle II Son décès fut annoncé par le périodique Journal des villes et des campagnes, 19 avril 1852, p. 6.

## Œuvres dans les collections publiques
- Madrid, musée du Prado, Portrait de femme, n° INV. O-792.
- Madrid, Museo del Romanticismo, 
  - Miniature, Portrait d’Isabelle II, n° INV. CE8338 ; préempté par l’État espagnol lors d’une vente aux enchères le 19 mars 2013 chez Segre, n° 7.
  - Miniature, Portrait de l'infant François de Paule de Bourbon (1794-1865), n° INV. CE0915.

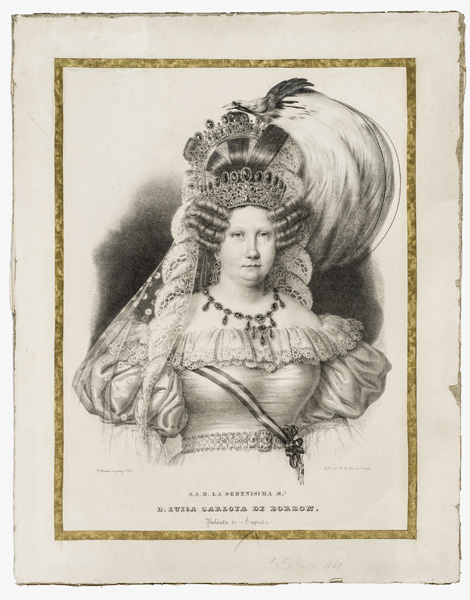
Portrait de Louise-Charlotte de Bourbon-Siciles

## Lithographies
(Non exhaustif)
- D'après Rubens : Orphée délivrant Eurydice des Enfers, Ovide, Métamorphoses, X, 1-39.
- D'après Murillo : Sainte Élisabeth de Hongrie.